# Вишниці (гміна)
Гміна Вишниці (пол. Gmina Wisznice, ґміна Вішніце) — сільська гміна у східній Польщі. Належить до Більського повіту Люблінського воєводства.
Станом на 31 грудня 2011 у гміні проживало 5214 осіб.

## Площа
Згідно з даними за 2007 рік площа гміни становила 173.00 км², у тому числі:
- орні землі: 72.00 %
- ліси: 21.00 %

Таким чином, площа гміни становить 6.28 % площі повіту.

## Населення
Станом на 31 грудня 2011:
| Опис     | Загалом | Загалом | Чоловіки | Чоловіки | Жінки | Жінки |
| -------- | ------- | ------- | -------- | -------- | ----- | ----- |
| одиниця  | осіб    | %       | осіб     | %        | осіб  | %     |
| все      | 5214    | 100     | 2584     | 49.56    | 2630  | 50.44 |
| міське   | 0       | 100     | 0        |          | 0     |       |
| сільське | 5214    | 100     | 2584     | 49.56    | 2630  | 50.44 |

## Сусідні гміни
Гміна Вишниці межує з такими гмінами: Яблонь, Комарувка-Підляська, Ломази, Мілянув, Подедвуже, Россош, Соснувка.